# Carl Detmar Stahlknecht
Carl Detmar Stahlknecht (* 29. Juni 1870 in Singapur; † 12. Januar 1946 in Bremen) war ein deutscher Jurist und Politiker (DVP).

## Biografie
Stahlknecht wurde als Sohn eines Kaufmanns und Konsuls in Singapur geboren. Er besuchte das Alte Gymnasium in Bremen. Nach dem Abitur nahm er 1889 das Studium der Rechtswissenschaften und Verwaltungswissenschaften an der Universität München und der Humboldt-Universität zu Berlin auf. In München wurde er Mitglied des Corps Franconia München. Er beendet das Studium 1894 mit dem ersten juristischen Staatsexamen sowie mit der Promotion zum Dr. jur. Anschließend trat er als Referendar in den Justizdienst ein. Er bestand 1899 das zweite juristische Staatsexamen am Oberlandesgericht Hamburg, war dann als Amtsassessor in Bremerhaven tätig und wirkte später als Erster Staatsanwalt am Landgericht Bremen. Von 1914 bis 1918 nahm er als Soldat am Ersten Weltkrieg teil, zuletzt als Hauptmann.

### Politik
Stahlknecht wurde 1919 Mitglied der DVP und war bis 1925 und von 1928 bis 1933 Vorsitzender der Bremer DVP. Er war von 1920 bis 1925 sowie erneut von 1930 bis 1933 Mitglied der Bremischen Bürgerschaft. Vom 30. Januar 1925 bis zum 17. April 1928 amtierte er als Senator der Freien Hansestadt Bremen. Als solcher hatte er die Leitung des Wohlfahrtswesens sowie die des Landherrnamtes als bremischen Kommunalverwaltung inne und war in der Gesundheitsdeputation sowie in verschiedenen Kommissionen tätig. Bei der Reichstagswahl im November 1932 wurde er in den Deutschen Reichstag gewählt, dem er bis März 1933 angehörte. Im Parlament vertrat er den Wahlkreis 14 (Weser-Ems). Nach dem Zweiten Weltkrieg bemühte er sich erfolglos um die Neugründung der DVP, die als Restgruppe 1949 der Bremer Demokratischen Volkspartei beitrat.